# Mário Sottomayor Cardia
Mário Sottomayor Cardia (* 19. Mai 1941 in Matosinhos; † 17. November 2006 in Lissabon) war ein portugiesischer Politiker der Partido Socialista und Minister in den ersten beiden Kabinetten von Mário Soares.

## Leben
Nach dem Studium der Philosophie an der Fakultät der Literaturwissenschaften der Universität Lissabon war er zwischen 1963 und 1968 Redakteur und zuletzt Chefredakteur der Zeitschrift „Seara Nova“. Bei den Wahlen zur Assembleia da República von 1965 und 1969 war er erfolgloser Kandidat der Opposition. Im Oktober 1970 wurde er wegen seiner politischen Aktivitäten durch die Geheimpolizei Direção-Geral de Segurança (DGS) verhaftet. Nach seiner Freilassung befand er sich zeitweise im Exil in Deutschland, wo er am 19. April 1973 in Bad Münstereifel zu den Mitbegründern der Partido Socialista (PS) gehörte.
Nach der Nelkenrevolution vom 25. April 1974, die zum Sturz der Diktatur des Estado Novo führte, wurde er zunächst Sprecher und Direktor der Parteizeitung der PS. Darüber hinaus war er 1975 Mitglied der Konstituierenden Versammlung (Assembleia Constituinte).
Nach der anschließenden zweijährigen militärischen Übergangsverwaltung und dem Wahlsieg der PS bei den Parlamentswahlen vom 25. April 1976 wurde er am 23. September 1976 von Premierminister Mário Soares zum Minister für Erziehung und Forschung (Ministro da Educação e Investigação Científica) in dessen bis zum 23. Januar 1978 amtierenden erstes Kabinett berufen. Im anschließenden zweiten Kabinett von Soares war er bis zum 29. August 1978 Minister für Erziehung und Kultur (Ministro da Educação e Cultura). Als Minister führte er maßgebliche Reformen in der Hochschulausbildung, aber auch in der Grund- und Sekundarschulausbildung ein. Dazu gehörte neben der Einführung eines einheitlichen Systems zum Hochschulzugang, die Einführung der Hochschulausbildung für Collegeabsolventen sowie später von Polytechnischen Schulen, die Schaffung von Kurzstudiengängen sowie die Gründung der Anstalt zur Anerkennung der Hochschulabschlüsse. Daneben kam es während seiner Amtszeit zur Einführung des Englischunterrichts ab der 5. Klasse.
Zwischen 1983 und 1991 war er wiederum Abgeordneter der Assembleia da República als Vertreter der PS. Darüber hinaus war er vom 26. September 1983 bis zum 1. Januar 1988 Mitglied der Parlamentarischen Versammlung des Europarates. Zugleich setzte er an der Neuen Universität Lissabon sein Studium der Philosophie fort, das er 1992 mit einer Dissertation zum Thema „Die Struktur der Moral“ („Da Estrutura da Moralidade“) abschloss. Anschließend war er bis 1997 als Professor für politische Wissenschaften an der Neuen Universität Lissabon tätig.
1997 trat er aus Protest gegen die Politik von Premierminister António Guterres aus der PS aus.

## Veröffentlichungen
- „O Dilema da Política Portuguesa“, 1971
- „O Antimarxismo Contestatário“, 1972
- „Por uma Democracia Anticapitalista“, 1973
- „Socialismo Sem Dogma“, 1982 (Vorwort von Marío Soares)
- „Prosas Sem Importância“, 1985
- „Salazar, Abril e o Presente“, 1985
- „Ética“, 1992, Nachdruck 2006, ISBN 972-23-1581-1